# كينت لارسون (مجدف)
كينت لارسون (بالسويدية: Kent Larsson)‏ هو مدرب تجديف سويدي، ولد في 3 ديسمبر 1951 في بوروس في السويد.

## وصلات خارجية
- كينت لارسون على موقع الاتحاد الدولي للتجديف (الإنجليزية)
- كينت لارسون على موقع أوليمبيديا (الإنجليزية)
- كينت لارسون على موقع اللجنة الأولمبية السويدية (السويدية)